# Бо Мар (Колорадо)
Бо Мар (енгл. Bow Mar) град је у америчкој савезној држави Колорадо.

## Демографија
По попису из 2010. године број становника је 866, што је 19 (2,2%) становника више него 2000. године.
| Група             | 2000.       | 2010.       |
| Белци             | 802 (94,7%) | 814 (94,0%) |
| Афроамериканци    | 0 (0,0%)    | 2 (0,2%)    |
| Азијати           | 6 (0,7%)    | 12 (1,4%)   |
| Хиспаноамериканци | 32 (3,8%)   | 25 (2,9%)   |
| Укупно            | 847         | 866         |